# Marsch aus Petersburg
Der Marsch aus Petersburg oder Petersburger Marsch ist ein Militärmarsch, der seit den 1830er Jahren verbreitet ist, zu dessen Herkunft aber verschiedene Angaben existieren. Der Marsch gehört als Armeemarsch AM II, 112 (AM II, 113; HM II, 21) auch zur Präsentiermarschliste der Bundeswehr.
Gesichert ist, dass der Marsch 1837 vom preußischen Prinzen und späteren deutschen Kaiser Wilhelm aus Sankt Petersburg nach Deutschland mitgebracht wurde. Er soll vom Musikfeldwebel Erik Eriksson (andere Schreibweise: Eric Ericsson; 1806 – um 1840), der der Marschkapelle der zum Russischen Kaiserreich gehörenden Finnischen Garde angehörte, komponiert worden sein. Eriksson wurde 1837 von Zar Nikolaus I. für den Marsch mit einer goldenen Uhr ausgezeichnet. In der Folge wurde er in Russland als Kolonnenmarsch des Finnländischen Garde-Schützen-Bataillons bekannt. Der finnische Kapellmeister Lenni Linnala (1878–1947) glaubte die Autorschaft Erikssons und damit die finnische Herkunft des Marsches nachgewiesen zu haben, der seither dort als finnisch Suomi-marssi (Finnland-Marsch) bekannt ist.
Demgegenüber versuchte der königliche Musikdirektor des 1. Kurhessischen Infanterie-Regiments Nr. 81 August Kalkbrenner (1847–1908) bereits 1896 nachzuweisen, dass es sich bei Erikssons Marsch um eine Bearbeitung handele. Der nassauische Militärmusikmeister und spätere Wiesbadener Musikdirektor Benedict Stadtfeld (1788–1878) soll die Melodie vor 1830 als Tanzstück komponiert haben. Der Tanz im 2/4-Takt sei zunächst als „Rutscher“, dann als „Russe“ (kurz für „Russischer Walzer“) bezeichnet worden, und ist damit als Galopp charakterisiert. Auch als „Berliner“ wurde er bezeichnet, was allerdings keine Tanzform bedeutet, sondern sich möglicherweise bereits auf den später unterlegten Subtext bezieht. Die Zuschreibung der Komposition an Stadtfeld beruht aber allein auf den Erinnerungen des Militärmusikers Fr. Rosenkranz, ehemals Musikmeister im I.-R. 27. Ein Autograph oder andere Quellen sind nicht erhalten.
Auch unter dem Titel Galopp von München unter dem Namen Hermann Bonn sei das Stück verlegt worden. Diese Veröffentlichungen gehen zum Teil bis in die 1820er Jahre zurück. Gegen Bonn als Autor des Stückes spricht jedoch, dass er, der in den 1820er bis 1840er Jahren als Arrangeur nachweisbar ist, ansonsten nie als Komponist hervorgetreten ist.
Ein relativ neuer Quellenfund wirft die Frage auf, ob die Komposition möglicherweise bereits ins ausgehende 18. Jahrhundert zurückreicht. Ein Notensatz für kleines Ensemble von sechs bis sieben Instrumenten findet sich ohne Angabe eines Komponistennamens in dem handschriftlichen Noten-Buch. / zum / Clavier. / für / Anna Margretha Ebio. / in / Tating angefangen / Ostern 1792.
Wie genau der Marsch den Weg nach Sankt Petersburg fand, ist nicht bekannt. Als Swinemünder Badegalopp sei er 1870 unter dem Namen des Komponisten Carl Faust verlegt worden. Demgegenüber ist in Hofmeisters Monatsberichten von 1842 ein Swinemünder Bade-Galopp unter dem Komponistennamen C. H. Usedom nachgewiesen.
In Berlin wird das Lied seit der zweiten Hälfte des 19. Jahrhunderts auch als Gassenhauer auf den Text Denkste denn, denkste denn, du Berliner Pflanze gesungen.